# Firecracker
Firecracker est un film américain réalisé par Steve Balderson sorti en 2005.
Le critique Roger Ebert plaça Firecracker dans sa liste des meilleurs films de 2005.
En informatique, c’est une technologie de virtualisation libre.

## Synopsis
Un jeune homme et une chanteuse sont accusés de meurtre et ils doivent prouver leur innocence.

## Fiche technique
Genre : Thriller

## Distribution
- Karen Black : Eleanor
- Mike Patton : Frank/David
- Susan Traylor : Ed
- Kathleen Wilhoite : Jessica
- Jak Kendall : Jimmy

## Note
1. ↑  (en) Roger Ebert, « Meilleurs films de 2005 », Sun Times, 18 décembre 2005 (consulté le 4 octobre 2008)